# Pozuelo de Aragón
Pozuelo de Aragón es un municipio y localidad española de la provincia de Zaragoza, en la comunidad autónoma de Aragón. El término municipal, ubicado en la comarca del Campo de Borja, tiene una poblacioń de 249 habitantes (INE 2024).

## Geografía

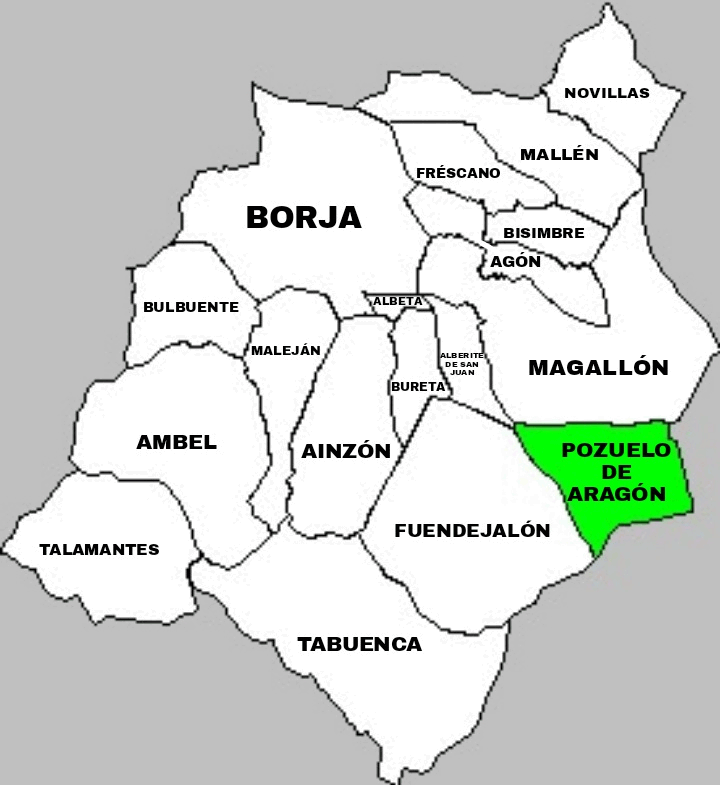
Pozuelo de Aragón en el Campo de Borja

Pozuelo de Aragón se sitúa en los Llanos de Plasencia, a unos 50 km al noroeste de Zaragoza capital. Pertenece a la comunidad autónoma de Aragón, provincia de Zaragoza y forma parte de la comarca del Campo de Borja, de cuya capital dista 15 km.
Linda al norte con Magallón, al noroeste con Alberite de San Juan, al oeste con Fuendejalón, al sur con Rueda de Jalón y al este con Pedrola. Se encuentra a una altitud de 412 m sobre el nivel del mar y tiene una superficie de 32,1 km².

## Historia
Pozuelo de Aragón fue fundado en 1245 por orden del abad del Monasterio de Veruela, en las tierras de una antigua explotación agraria que fue entregada al monasterio por el rey Alfonso II años atrás, en 1181. El lugar se constituyó así en municipio mediante el otorgamiento de una Carta Puebla para su repoblación. La construcción de la iglesia parroquial de la Asunción fue impulsada por los abades de Veruela en el siglo XVI. De estilo gótico mudéjar, conserva en su interior un conjunto de retablos renacentistas de gran interés.
Hasta la reforma de la nomenclatura municipal de 1916 el municipio se llamaba simplemente Pozuelo. En dicha fecha su nombre fue modificado por el de Pozuelo de Aragón.

## Demografía
Pozuelo de Aragón cuenta con una población de 249 habitantes (INE 2024).
| Gráfica de evolución demográfica de Pozuelo de Aragón entre 1842 y 2021 |
| |
| Población de derecho según los censos de población del INE Población de hecho según los censos de población del INEEn estos censos se denominaba Pozuelo: 1842, 1857, 1860, 1877, 1887, 1897, 1900 y 1910 |

## Administración y política
| Período   | Alcalde               | Partido |  |
| 1979-1983 | Pablo Jarreta Escolán | UCD     |  |
| 1983-1987 | Pablo Jarreta Escolán | Ind.    |  |
| 1987-1991 | Pablo Jarreta Escolán | PAR     |  |
| 1991-1995 | Mari Heredia          | PAR     |  |
| 1995-1999 | Mari Heredia          | PAR     |  |
| 1999-2003 | Juan Andrés Bona      | PAR     |  |
| 2003-2007 | Juan Andrés Bona      | PAR     |  |
| 2007-2011 | Bienvenido Gracia     | PSOE    |  |
| 2011-2015 | José Jerónimo Gracia  | PP      |  |
| 2015-2019 | José Jerónimo Gracia  | PP      |  |
| 2019-2023 | José Jerónimo Gracia  | PP      |  |

| Partido político    | Partido político                                   | 2003   | 2007   | 2011   | 2015   | 2019   | 2023   |
| Partido político    | Partido político                                   | Ediles | Ediles | Ediles | Ediles | Ediles | Ediles |
|                     | Partido Popular de Aragón (PP)                     | 0      | 2      | 4      | 5      | 6      | 7      |
|                     | Partido de los Socialistas de Aragón (PSOE-Aragón) | 3      | 2      | 3      | 2      | 1      | —      |
|                     | Partido Aragonés (PAR)                             | 4      | 3      | —      | —      | —      | —      |
| Total de concejales | Total de concejales                                | 7      | 7      | 7      | 7      | 7      | 7      |

## Patrimonio

### Patrimonio religioso
- Iglesia parroquial de la Asunción, en su interior conserva un conjunto de retablos de estilo gótico entre los que destaca el de Santa Ana, patrona de la localidad, atribuido al artista aragonés Jerónimo Cosida.
- Ermita de Santa Ana, en las afueras de la población.

### Patrimonio civil

#### El lumbrerón
Es una construcción pastoril cuya función era servir de refugio a los ganaderos, situada en las inmediaciones de la carretera Borja-Rueda A-1303, a unos 5 km de Pozuelo de Aragón.
Se trata de una cabaña de planta circular y muros de mampuesto con falsa cúpula, que alberga en su interior un segundo piso formado por un armazón de maderos.
Con unas dimensiones de 6 metros de alto y 6 metros de diámetro, es la de mayor tamaño de este tipo de edificaciones en todo Aragón.
En 2011 fue catalogado en como Bien Inventariado del Patrimonio Cultural Aragonés.

### Patrimonio natural

#### “Geiser” Pozo Artesiano
Se trata de un pozo artesiano, fruto de los sondeos para buscar agua en los años 70 y 80, concretamente este fue realizado en 1988 y desde entonces sigue manando.
Tiene una profundidad de 325 m, penetrando hasta un acuífero jurásico confinado del que mana un chorro de agua a presión que alcanza entre 2 y 3 metros de altura.
El agua termal que brota a unos 28 °C es muy rica en minerales que al salir corroen el tubo de hierro del sondeo, creando a su alrededor una curiosa forma de cono rojizo.
Se encuentra junto al barranco Huechaseca y para acceder, se debe seguir una pista de tierra que sale a la izquierda en la carretera a Fuendejalón CV-620, a unos 400 m de Pozuelo de Aragón.
Se encuentra dentro del catálogo de Lugares de Interés Geológico (LIG) de Aragón, con el régimen de protección que ello implica.

## Fiestas
- San Antón, 17 de enero.
- San Jorge, 23 de abril.
- Santiago y Santa Ana, 25 y 26 de julio.